# Francesco I Sforza
Francesco I Sforza (n. 23 iulie 1401, San Miniato, Toscana, Italia – d. 8 martie 1466, Milano, Ducatul Milanului) a fost un condotier italian, fondatorul dinastiei Sforza în Milano, Italia, și a fost al 4-lea Duce de Milano din 1450 până la moartea sa.

## Biografie

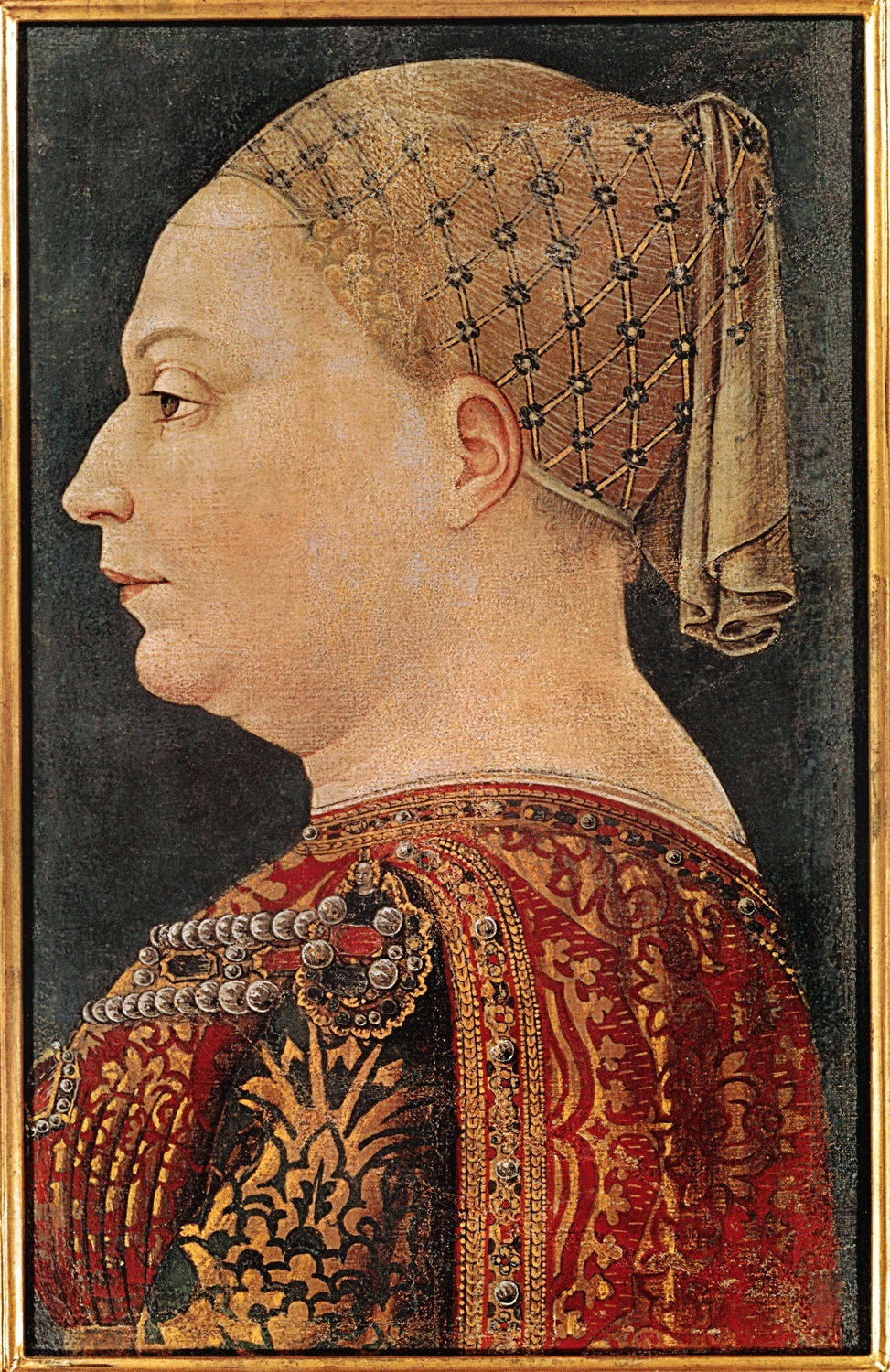
Bianca Maria Visconti într-un portret de Bonifacio Bembo, Pinacoteca di Brera, Milano.

Francesco Sforza s-a născut la San Miniato în Toscana. El a fost unul dintre cei șapte fii nelegitimi ai condotierului Muzio Sforza și ai Luciei da Torsano. Și-a petrecut copilăria la Tricarico (în modernul Basilicata), marchizat care i-a fost acordat în 1412 de către regele Ladislau I de Napoli. În 1418 s-a căsătorit cu Polissena Ruffo, o nobilă din Calabria.
Din 1419 el a luptat alături de tatăl său, câștigând în curând faima de a putea îndoi bare de metal cu mâinile goale. Ulterior s-a dovedit a fi un tactician expert și un comandant foarte abil. După moartea tatălui său în timpul războiului din L'Aquila, a participat la înfrângerea finală a lui Braccio da Montone în această campanie; el a luptat ulterior pentru armata napolitană și apoi pentru papa Martin al V-lea și  Filippo Maria Visconti, Duce de Milano. După câteva succese, a căzut în dizgrație și a fost trimis la castelul Mortara ca prizonier de facto. Și-a recâștigat statutul după ce a condus o expediție împotriva lui Lucca.
În 1431, după o perioadă în care a luptat din nou pentru Statele Papale, a condus armata milaneză împotriva Veneției; anul următor, fiica ducelui, Bianca Maria, a fost logodită cu el. În ciuda acestor mișcări, precautul Filippo Maria nu a încetat niciodată să fie neîncrezător în Sforza. În 1433–1435, Sforza a condus atacul ducelui de Milano asupra Statelor Papale, dar când a cucerit Ancona, în Marche, a schimbat tabăra deoarece obținuse titlul de vicar al orașului direct de la Papa Eugen al IV-lea. În 1436–1439 el a luptat atât de partea Florenței, cât și de partea Veneției.
În 1440 feudele sale din Regatul de Neapole au fost ocupate de regele Alfonso I și, pentru a recupera situația, Sforza s-a împăcat cu Filippo Visconti. La 25 octombrie 1441 la Cremona, el s-a putut căsători în sfârșit cu Bianca Maria. În anul următor el s-a aliat cu René de Anjou, pretendent la tronul Neapolelui, și a mărșăluit în sudul Italiei. După câteva încercări inițiale, el l-a învins pe comandantul napoletan Niccolò Piccinino, care îi invadase teritoriile în Romagna și Marche, cu ajutorul lui Sigismondo Pandolfo Malatesta (care s-a căsătorit cu fiica lui Polissena) și a venețienilor, și s-a putut întoarce la Milano.
Mai târziu Sforza a luptat împotriva lui Francesco Piccinino (pe care l-a învins în bătălia de la Montolmo în 1444) și, ulterior, a alianței Visconti, Eugen al IV-lea și Malatesta, care ar fi ucis-o pe Polissena. Cu ajutorul Veneției, Sforza a fost din nou victorios și, în schimbul abandonării venețienilor, a primit titlul de capitano generale al armatei Ducatului Milano.

### Duce de Milano
După ce ducele a murit în 1447 fără să lase un moștenitor de sex masculin, au izbucnit luptele pentru a restabili așa-numita Republică Ambroziană. Numele Republica Ambroziană a fost luat de la numele Sfântului Ambrozie, sfântul patron al orașului Milano.
Francesco a primit conducerea altor orașe ale ducatului, inclusiv Lodi, și a început să planifice cu atenție cucerirea republicii efemere, aliindu-se cu Guglielmo al VIII-lea de Montferrat și (din nou) cu Veneția. În 1450, după ani de foamete, pe străzile din Milano au izbucnit revolte, iar senatul orașului a decis să-i încredințeze ducatul. Sforza a intrat în oraș ca Duce la 26 februarie. A fost pentru prima dată când un astfel de titlu a fost oferit de către o instituție laică. În timp ce celelalte state italiene l-au recunoscut treptat pe Sforza drept ducele legitim al Milano, el nu a reușit niciodată să obțină investitură oficială de la Sfântul Împărat Roman. Asta nu a venit la ducii Sforza până în 1494, când împăratul Maximilian l-a investit formal pe fiul lui Francesco, Ludovico, ca duce de Milano.
Sub domnia sa (care a fost moderată și pricepută), Sforza a modernizat orașul și ducatul. El a creat un sistem eficient de impozitare care a generat venituri enorme pentru guvern, curtea sa devenind un centru al învățării și culturii renascentiste, iar oamenii din Milano au început să-l iubească. În Milano, el a fondat "Ospedale Maggiore", a restaurat Palazzo dell'Arengo și a construit Naviglio d'Adda, un canal care făcea legătura cu râul Adda.
În timpul domniei lui Sforza, Florența era sub comanda lui Cosimo de Medici, iar cei doi conducători deveniseră prieteni apropiați. Această prietenie s-a manifestat prin Pacea de la Lodi și apoi prin Liga italiană, o alianță defensivă a statelor italiene care a reușit să stabilizeze aproape toată Italia pe durata ei. După pace, Sforza a renunțat la o parte din cuceririle din estul Lombardiei obținute de condotierii săi  Bartolomeo Colleoni, Ludovico Gonzaga și Roberto Sanseverino după 1451. În timp ce regele Alfonso de Napoli s-a numărat printre semnatarii tratatului, Sforza a abandonat sprijinul pentru pretendenții angevini asupra Napole. De asemenea, el a urmărit să cucerească Genova, apoi posesiunile angevine; când o revoltă a izbucnit acolo în 1461, el l-a ales pe Spinetta Campofregoso ca Doge, ca o marionetă a sa. Sforza a ocupat Genova și Savona în 1464.
Sforza a fost primul conducător european care a urmat o politică externă bazată pe conceptul de echilibru al puterii și primul conducător nativ italian care a condus o diplomație extinsă în afara peninsulei pentru a contracara puterea statelor amenințătoare, cum ar fi Franța. Politicile lui Sforza au reușit să elimine dominația puterilor străine asupra politicii italiene pentru restul secolului.
Sforza a suferit de edem și gută. În 1462 s-a răspândit zvonul că el ar fi murit și o revoltă a izbucnit în Milano. Totuși, el a supraviețuit încă patru ani, în cele din urmă decedând în martie 1466. A fost urmat ca duce de fiul său, Galeazzo Maria Sforza.
Fiul mai mic al lui Francesco, Ludovico Sforza, l-a însărcinat pe Leonardo da Vinci să creeze o statuie ecvestră ca parte a unui monument al lui Francesco I Sforza. Modelul de lut pentru cal, care urma să fie folosit ca parte a proiectului a fost finalizat de Leonardo în 1492 dar statuia nu a fost niciodată construită. În 1999, calul a fost îndepărtat de la modelele originale ale lui Leonardo în bronz și plasat în afara orașului Milano pe pista de curse de la Ippodromo del Galoppo.

## Copii
Francesco Sforza a avut cu cea d-ea doua soție a sa, Bianca Maria Visconti, nouă copii, din care șapte fii și două fiice:
- Galeazzo Maria (24 ianuarie 1444 — 26 decembrie 1476), Duce de Milano din 1466 până în 1476.
- Ippolita Maria (18 aprilie 1446 — 20 august 1484), soția lui Alfonso al II-lea de Napole și mama Isabelei de Aragon, care s-a căsătorit cu moștenitorul lui Galeazzo.
- Filippo Maria (12 decembrie 1449 — 1492), conte de Corsica.
- Sforza Maria (18 august 1451 — 29 iulie 1479), Duce de Bari din 1464 până în 1479.
- Francesco Galeazzo Maria (5 august 1453/54 — a murit la vârsta de 1-2 ani).
- Ludovico Maria (3 august 1452 — 27 mai 1508), Duce de Bari din 1479 până în 1494 și Duce de Milano din 1494 până în 1499.
- Ascanio Maria (3 martie 1455 — 28 mai 1505), episcop de Pavia, Cremona, Pesaro și Novara și Cardinal.
- Elisabetta Maria (10 iunie 1456 — 1473), soția lui Guglielmo al VIII-lea, marchiz de Montferrat.
- Ottaviano Maria (30 aprilie 1458 — 1477), conte de Lugano, care s-a înecat în timp ce evada din arest.

## Legături externe
- en Anne Echols and Marty Williams (1992). An annotated index of medieval women. Markus Wiener Publishing, Inc.
- it Rendina, Claudio (1994). I capitani di ventura. Rome: Netwon Compton.
- it Antonio Menniti Ippolito, Francesco I Sforza, duca di Milano, in Dizionario Biografico degli Italiani, L, Roma 1998, pp. 1–15.